# Derrinallum
Derrinallum is een plaats in de Australische deelstaat Victoria en telt 557 inwoners (2006).